# 朗德
朗德（法語：Rendeux，法語發音：[ʁɑ̃dø]）是比利时瓦隆大区盧森堡省馬爾什昂法梅訥區的一个市镇，位於乌尔特河畔，通行法语，是比利时法语社群的一部分，面积68.83平方千米，人口2,582人（2018年1月1日）。
朗德是罗贝尔·勒努瓦植物园的所在地，該地区自然環境以及附近的中世紀村莊每年都吸引着大量游客。此外，不同於西班牙鬥牛風格的當地傳統文化——朗德式鬥牛表演也大受歡迎。

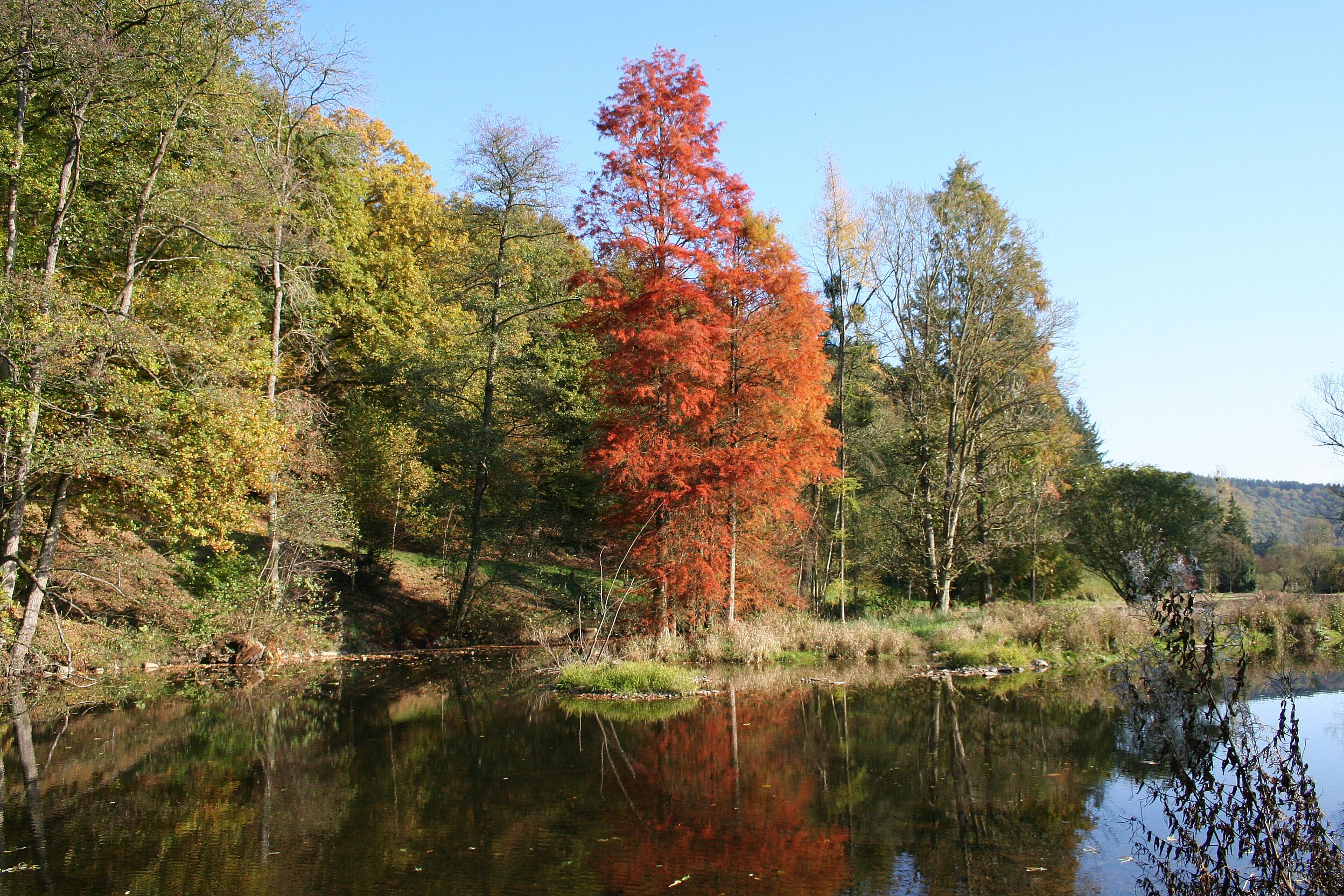
罗贝尔·勒努瓦植物园